# Havre (berg)
Havre är ett berg i Antarktis. Det ligger i Västantarktis. Argentina, Chile och Storbritannien gör anspråk på området. Toppen på Havre är 906 meter över havet.
Terrängen runt Havre är huvudsakligen kuperad, men västerut är den bergig.  Trakten är obefolkad. Det finns inga samhällen i närheten. 